# Centrale nucleare di Neckarwestheim
La centrale nucleare di Neckarwestheim è una centrale nucleare della Germania situata presso la località di Neckarwestheim in Baden-Württemberg. La centrale è composta da due reattori PWR per complessivi 2095 MW di potenza. Nel 2011, in seguito alla decisione di uscire dal nucleare, è stata interrotta la produzione di energia nel reattore I. Nel 2016 è stata richiesta e ottenuta l'autorizzazione per lo smantellamento del blocco II, che tuttavia resterà attivo fino al 2022.

## Unità 1
A seguito degli eventi nella centrale nucleare di Fukushima Daiichi, la cancelliera tedesca Angela Merkel ha annunciato la chiusura del reattore, per valutare le prestazioni di tutto il parco nucleare tedesco e valutarne l'affidabilità.

## Unità 2
Neckarwestheim II terminerà il proprio ciclo vitale al più tardi nel 2022. Successivamente la centrale verrà smantellata, processo che dovrebbe durare tra i 10 e i 15 anni.